# Туїнехе
Туїнехе (ісп. Tuineje) — муніципалітет в Іспанії, у складі автономної спільноти Канарські острови, у провінції Лас-Пальмас, на острові Фуертевентура. Населення — 13 536 осіб (2010).
Муніципалітет розташований на відстані близько 1640 км на південний захід від Мадрида, 140 км на схід від міста Лас-Пальмас-де-Гран-Канарія.
На території муніципалітету розташовані такі населені пункти: (дані про населення за 2010 рік)
- Лас-Касітас: 51 особа
- Хініхінамар: 557 осіб
- Гран-Тарахаль: 7457 осіб
- Лас-Плаїтас: 827 осіб
- Тарахалехо: 1305 осіб
- Тесехераге: 1190 осіб
- Тіскаманіта: 476 осіб
- Туїнехе: 945 осіб
- Хуан-Гопар: 435 осіб
- Текіталь: 293 особи

## Демографія
Динаміка населення (INE ):

## Галерея зображень

Розташування муніципалітету на острові Фуертевентура